# Petrolisthes amoenus
Petrolisthes amoenus is een tienpotigensoort uit de familie van de Porcellanidae. De wetenschappelijke naam van de soort is voor het eerst geldig gepubliceerd in 1855 door Guérin-Méneville.